# Lindau (bei Kiel)
Lindau település Németországban, Schleswig-Holstein tartományban. Lakosainak száma 1408 fő (2023. december 31.).

## Népesség
A település népességének változása:
| Lakosok száma | 1185 | 1263 | 1341 | 1340 | 1368 | 1403 | 1408 |
|               | 1975 | 2014 | 2017 | 2019 | 2021 | 2022 | 2023 |